# Bohrs atommodel
Bohrs atommodel fra 1913 blev formuleret af den danske fysiker Niels Bohr.
I denne model er atomet arrangeret som en atomkerne med en positiv ladning, omkredset af negative elektroner, på stort set samme måde som solsystemet, men med elektrostatiske tiltrækningskræfter i stedet for massetiltrækning. Det revolutionerende ved Bohrs atommodel var, at den beskrev energier i atomerne som kvantiserede.
Bohrs postulater
1. Elektronerne kredser om kernen i diskrete baner. Dette betyder, at ikke en hvilken som helst bane er mulig.
2. Den klassiske fysiks love gælder ikke, hvis elektroner hopper fra en bane til en anden.
3. Hvis en elektron hopper fra en bane til en anden, sker det ved absorption eller emission af en energikvant (en foton) med en energi svarende til differencen i energi mellem de to baner. Dette postulat er også kendt som frekvensbetingelsen, da fotonens energi {\displaystyle E} kan beskrives som produktet af Plancks konstant {\displaystyle h} og fotonens frekvens {\displaystyle f} ved formlen {\displaystyle E=hf}.
4. De tilladte baner afhænger af den kvantiserede værdi af impulsmomentet {\displaystyle L} som givet ved ligningen:

{\displaystyle L=n\hbar ={\frac {nh}{2\pi }}}
De mulige energitilstande er:
{\displaystyle E_{n}=-{\frac {1}{(4\pi \varepsilon _{0})^{2}}}{\frac {me^{4}}{2\hbar ^{2}n^{2}}}}
Bohrs atommodel duer dog ikke til beskrivelsen af multielektronsystemer, da den er formuleret mhp. at forklare spektrallinjerne i brint jf. Rydbergs formel. Bohrs model kan heller ikke forklare hydrogens spektrallinjer til bunds (f.eks. hydrogens finstruktur). Bohrs atommodel er en del af den gamle kvantemekanik.
Bohrs atommodel er således ikke en virkelig model af, hvorledes et atom opfører sig, men blot en forsimpling, som fungerer, så længe det, vi kigger på, ikke bliver for komplekst. Bohrs atommodel er derfor blevet afløst af den kvantemekaniske atommodel, hvor elektroner og kernen baner bliver beskrevet som orbitaler (stående bølger i rumtiden).
I fysik bliver Bohrs atommodel dog stadig brugt og lært pga. dens simple fremstilling af atomet som en positiv ladet atomkerne med elektroner i kredsløb i forskellige energiniveauer.

## Semi-klassisk udledning
Bohrs udledte sin model semi-klassisk ved at lade elektronen eksistere i elliptiske kredsløb som i klassisk mekanik jf. Keplers love, mens impulsmomentet er kvantiseret. I følgende udledning bruges simplere cirkulære kredsløb, hvilket ikke ændrer på resultatet. For et klassisk cirkulært kredsløb er centripetalkraften {\displaystyle F_{c}} - kraften der holder elektronen i kredsløbet - givet ved:
{\displaystyle F_{c}=m{\frac {v^{2}}{r}}}
hvor {\displaystyle r} er kredsløbets radius, og {\displaystyle v} er elektronens fart. Denne kraft er i dette tilfælde givet ved Coulombs lov:
{\displaystyle m{\frac {v^{2}}{r}}={\frac {1}{4\pi \varepsilon _{0}}}{\frac {e^{2}}{r^{2}}}}
hvor {\displaystyle Q} er kernens ladning, {\displaystyle \varepsilon _{0}} er vakuumpermittiviteten, og {\displaystyle e} elektronens ladningsstørrelse, der er elementarladningen. Impulsmomentet for elektronen er givet ved:
{\displaystyle L=mrv}
Og farten er altså:
{\displaystyle v={\frac {L}{mr}}}
Det postuleres nu, at impulsmomentet kun kan være et heltal {\displaystyle n} af Plancks reducerede konstant {\displaystyle \hbar }
{\displaystyle L=n\hbar }
hvilket betyder, at
{\displaystyle v={\frac {n\hbar }{mr}}}
Dette indsættes i udtrykket for kræfterne, og radius isoleres:
{\displaystyle {\begin{aligned}m{\frac {n^{2}\hbar ^{2}}{m^{2}r^{3}}}&={\frac {1}{4\pi \varepsilon _{0}}}{\frac {e^{2}}{r^{2}}}\\{\frac {n^{2}\hbar ^{2}}{mr}}&={\frac {1}{4\pi \varepsilon _{0}}}e^{2}\\r&={\frac {4\pi \varepsilon _{0}\hbar ^{2}n^{2}}{me^{2}}}\end{aligned}}}
Det ses, at radius er mindst, når {\displaystyle n=1}. Den kaldes da for Bohr-radiussen og giver et mål for brint-atomets størrelse.
Energien er derimod givet ved den kinetiske energi plus den potentielle energi:
{\displaystyle E={\frac {1}{2}}mv^{2}-{\frac {1}{4\pi \varepsilon _{0}}}{\frac {e^{2}}{r}}}
Ved at bruge ligheden mellem centripetalkraften og Coulombs lov kan den kinetiske energi udskiftes:
{\displaystyle {\begin{aligned}E=&{\frac {1}{2}}{\frac {1}{4\pi \varepsilon _{0}}}{\frac {e^{2}}{r}}-{\frac {1}{4\pi \varepsilon _{0}}}{\frac {e^{2}}{r}}\\E=&-{\frac {1}{2}}{\frac {1}{4\pi \varepsilon _{0}}}{\frac {e^{2}}{r}}\end{aligned}}}
Udtrykket for radiussen kan nu indsættes:
{\displaystyle {\begin{aligned}E=&-{\frac {1}{2}}{\frac {1}{4\pi \varepsilon _{0}}}e^{2}{\frac {me^{2}}{4\pi \varepsilon _{0}\hbar ^{2}n^{2}}}\\E=&-{\frac {1}{(4\pi \varepsilon _{0})^{2}}}{\frac {me^{4}}{2\hbar ^{2}n^{2}}}\end{aligned}}}
Dermed er energiniveauerne for brintatomet jf. Bohrs atommodel blevet udledt.